# ألن بيلي
ألن بيلي (بالإنجليزية: Allan Baillie)‏ (29 يناير 1943)؛ كاتِب مُتخصِّص في أدب الأطفال وروائي أسترالي.